# Copa Master da Supercopa 1995
A Copa Master da Supercopa 1995 foi a segunda e última edição da competição oficial de futebol entre clubes profissionais da América do Sul, organizada pela Confederação Sul-Americana de Futebol (CONMEBOL).
Estava prevista para acontecer em 1994, que por várias razões teve de ser cancelada e disputa no ano seguinte em 1995.
Participaram apenas duas equipes vencedoras da Supercopa Libertadores: Olimpia e Cruzeiro. Racing, Boca Juniors, São Paulo e Independiente decidiram não participar, alegando falta de datas.
O campeão foi o Cruzeiro.

## Participantes
| Brasil   |                |                                     |
| Clube    | Cidade         | Classificação                       |
| -------- | -------------- | ----------------------------------- |
| Cruzeiro | Belo Horizonte | Campeão da Supercopa de 1991 e 1992 |
| Paraguai |                |                                     |
| Clube    | Cidade         | Classificação                       |
| Olimpia  | Assunção       | Campeão da Supercopa de 1990        |

## Tabela

### Final
1º jogo
| 3 de março de 1995 | Olimpia | 0 – 0 | Cruzeiro | Defensores del Chaco, Assunção (Paraguai) |
| 21:10 (UTC-3)      |         |       |          |                                           |

2º jogo
| 16 de março de 1995 | Cruzeiro              | 1 – 0 | Olimpia | Mineirão, Belo Horizonte (MG) |
| 21:40 (UTC-3)       | Marcelo Ramos 76' (P) |       |         | Árbitro: Javier Castrilli     |

|  | Cruzeiro | Olimpia |

| CRUZEIRO:            |  |                      |  |    |
|                      |  |                      |  |    |
| G                    |  | William Andem        |  |    |
| LD                   |  | Rodrigo Silva        |  |    |
| Z                    |  | Júnior               |  |    |
| Z                    |  | Rogério              |  |    |
| LE                   |  | Nonato               |  |    |
| V                    |  | Ademir               |  |    |
| V                    |  | Pingo                |  |    |
| M                    |  | Ricardinho           |  | a' |
| M                    |  | Luís Fernando Flores |  |    |
| A                    |  | Cleisson             |  | b' |
| A                    |  | Marcelo Ramos        |  |    |
| Substituição:        |  |                      |  |    |
| A                    |  | Tiganá               |  | a' |
| A                    |  | Dinei                |  | b' |
| Treinador:           |  |                      |  |    |
| Carlos Alberto Silva |  |                      |  |    |

| OLIMPIA:            |  |                |  |    |
|                     |  |                |  |    |
| G                   |  | Arbiza         |  |    |
| LD                  |  | Cáceres        |  |    |
| Z                   |  | Saravia        |  |    |
| Z                   |  | Caballero      |  |    |
| LE                  |  | Suárez         |  | a' |
| V                   |  | Fernández      |  |    |
| V                   |  | Vidal Sanabria |  |    |
| M                   |  | Jara           |  |    |
| M                   |  | Esteche        |  |    |
| A                   |  | Báez           |  |    |
| A                   |  | Samaniego      |  |    |
| Substituição:       |  |                |  |    |
| M                   |  | Campos         |  | a' |
| Treinador:          |  |                |  |    |
| Miguel Ángel Piazza |  |                |  |    |

| Copa Master da Supercopa 1995 |
| ----------------------------- |
| Cruzeiro Campeão (1º título)  |